# 神林 (小惑星)
神林（かみはやし、12751 Kamihayashi）は小惑星帯の小惑星である。北海道北見市の円舘金と札幌市の渡辺和郎が発見した。
2007年11月に、新潟県の神林村（翌年4月1日に旧村上市などと合併し、現村上市となった）から命名された。